# 刘学文
刘学文（1954年1月—），男，汉族，山西怀仁人，中华人民共和国政治人物，曾任最高人民法院审判委员会副部级专职委员，二级大法官。